# زین‌الدین تاجی‌اف
زین‌الدین تاجی‌اف (به ازبکی: Зайниддин Тожиев؛ زادهٔ ۲۱ ژوئن ۱۹۷۷) بازیکن سابق و مربی فوتبال اهل ازبکستان است.

## دوران ملی
تاجی‌اف ۱۸ بازی برای تیم ملی ازبکستان انجام داده‌است، از جمله هفت بازی در مرحله مقدماتی جام جهانی، و در مجموع ۳ گل به ثمر رسانده‌است.
او در مجموع ۱۰۰ گل در لیگ ازبکستان و (تا ۷ نوامبر ۲۰۱۴)، ۱۴۴ گل در تمام مسابقات به ثمر رسانده‌است.